# Dominator/I Don’t Like Me
「Dominator / I Don’t Like Me」（ドミネーター／アイ・ドント・ライク・ミー）は、Aldiousの4枚目のシングルである。

## 概要
- Aldious初の両A面シングル。Aldiousとの共同アレンジャーとして、「Dominator 」にはK-A-Z（SADS）、「I Don't Like Me」ではCMJK（元電気グルーヴ）が迎えられ制作された[2]。
- 「Dominator 」は、ヴァンパイアをモチーフにしたラブソング。愛しすぎて噛み殺してしまいたい衝動を一緒にいたいがためになんとか抑えていたが、最後には本能に抗えず、耐えきれなくなって愛しい人を噛み殺してしまったという内容。これは歌詞を書いたRe:NOが日常生活や恋愛において、相手をつねったり、噛んだりしたくなる衝動に駆られることがあることから着想を得ている。作曲はYoshiが行っており、スラッシュメタルの様な疾走感のあるリフの曲を作ろうと思い立ち作ったもの。Aldiousの曲の中でも複雑で音数の多いアレンジに仕上がっている[3]。
- 「I Don't Like Me」は、Re:NOがAldiousへ加入する少し前に、もうプロの音楽活動は辞めようと思い、本気でボーカリストを目指していた自分への遺書のつもりで書いたもの[4]。
- カップリングには2ndアルバム『Determination』に収録されていた「Wish Song」のリアレンジ新録バージョンを収録している。
- 販売形態は「CD+DVD限定盤」（BSRS-017）、「CD+12インチ・アナログ・レコード限定盤」（BSRS-019）、CDのみの「通常盤」（BSRS-018）の三形態で発売された。全形態共通特典として「Dominator」の楽譜が封入されている。また、iTunes Storeやmoraなどの各音楽配信サイトでも配信されている[5][6]。

## 収録曲

### CD
1. Dominator
  - 作詞：Re:No　作曲：Yoshi
2. I Don't Like Me
  - 作詞・作曲：Re:No
3. Wish Song (Re:NO Ver.)
  - 作詞・作曲：Aruto
4. Dominator (Instrumental)
5. I Don't Like Me (Instrumental)
6. Wish Song (Re:NO Ver.) (Instrumental)

### DVD
1. Dominator (Music Video)
2. I Don't Like Me (Music Video)
3. Scrash (Behind the Scenes)
  - PVのメイキング映像

### アナログ盤
Side-A
1. Dominator

Side-AA
1. I Don't Like Me
2. Wish Song (Re:No Ver.)